# Centro Comercial Yumbo Centrum
El Centro Comercial Yumbo Centrum es un centro comercial en la isla de Gran Canaria. Está situado en la localidad turística de Playa del Inglés, entre la avenida de Tirajana y la avenida de España. El centro comercial fue construido entre 1982 y 1985 promovido por los empresarios Estanislao Mañaricúa Belacortu y Alejandro del Castillo.

## Características

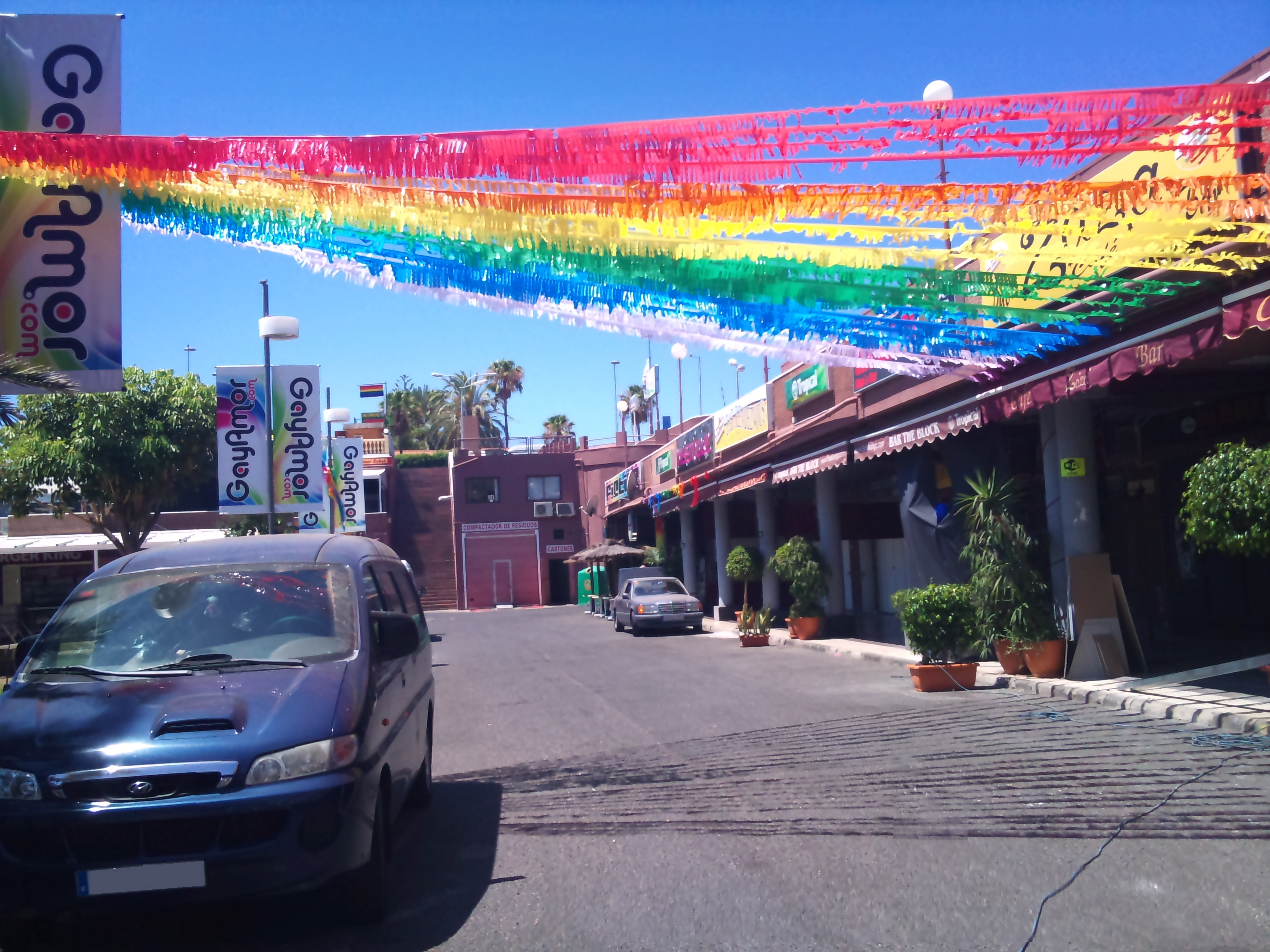
Decoración del centro comercial con la bandera LGBT.

El centro comercial, que abrió sus puertas en octubre de 1982, consta de una serie de patios y terrazas al aire libre. El acceso es a nivel del suelo, pero tiene plantas comerciales en varios niveles bajo tierra.
Cuenta con tiendas de electrónica, moda, casino y perfumería, pero destaca por su animada vida nocturna y su ambiente LGBT, que ofrece una amplia gama de bares gay, saunas gay, discotecas, clubes nocturnos, bares de crusing y cabarets drag. El Cabildo insular de Gran Canaria opera una oficina de información turística dentro del centro comercial, en la planta baja junto a la entrada de la Avenida de España. El complejo cuenta con hoteles y apartamentos turísticos, algunos de ellos con temática LGTB.
El centro comercial también cuenta con una mezquita cerca de su acceso principal, lo cual ha sido considerado un ejemplo de convivencia entre las comunidades musulmana y LGBT que frecuentan el lugar.

## Eventos
El Orgullo LGTB de Gran Canaria, que se celebra en mayo, suele centrar su actividad en el centro comercial y la Playa del Inglés, lo cual congrega a miles de personas cada año. También se celebran en el lugar el Freedom Festival en octubre y el Winter Pride en noviembre.
El 10 de mayo de 2017 el centro comercial fue sede de la gala final de Mr. Gay World, al mismo tiempo que se celebraba el Orgullo.